# Volvo B10BLE
Volvo B10BLE i međugradski autobus švedskog kompanije Volvo koji je se proizvodio od 1992. do 2002. godine.

## Motori
- 9.6 L turbo dizel, 180 kW (245 KS)
- 9.6 L turbo dizel, 210 kW (286 KS)